# Željeznička pruga Dumvar – Komlov
Željeznička pruga Dumvar – Komlov je željeznička prometna linija Mađarskih državnih željeznica (MÁV-a) br. 47. 
Dužina dionice je 18,8 km, a širina tračnica je 1435 mm.
Ograničenje brzine na ovoj pruzi je 60 km/h.